# Guillaume Franc
Guillaume Franc o Le Franc (Rouen - Lausana, 1570) fou un compositor francès del Renaixement. El 1541 s'establí a Ginebra com a xantre de la catedral de Sant Pere, passant el 1545 amb el mateix càrrec a la de Lausana. Se li havien atribuït, infundada-ment, les melodies del primer salteri de Calvi (Jean Cauvin) el 1542; en realitat és autor d'un altre salteri protestant, publicat el 1552 i el 1565.